# Albert Heim
Albert von St Gallen Heim (Zurique, 12 de abril de 1849 — Zurique, 31 de agosto de 1937) foi um geólogo suíço.
Foi laureado com a medalha Wollaston da Sociedade Geológica de Londres, em 1904.

## Obras
- "Untersuchungen über den Mechanismus der Gebirgsbildung im Anschluss an die geologische Monographie der Tödi-Windgällengruppe" 1878
- "Handbuch der Gletscherkunde" 1885
- "Geologische Karte der Schweiz" 1894
- "Geologie der Schweiz" 1916-1922